# Idioma adai
El idioma adai o atayo (también escrito como Adaize, Adaise, Adahi) era la lengua hablada por los adai un pequeño grupo humano del noroeste de Luisiana extinto a mediados del siglo XIX. El nombre adai es un exónimo procedente de la palabra caddo hadai 'maleza'.

## Historia
Los adai están entre los primeros pueblos de Norteamérica en ser contactados por los europeos, hecho que les afectó profundamente. En 1530 Álvar Núñez Cabeza de Vaca escribió de ellos usando el nombre Atayos. Posteriormente los adai migraron fuera de su territorio originario. Hacia 1820, sólo quedaban unos 30 personas de etnia adai.

## Clasificación
El adai se considera una lengua no clasificada, se trata de una lengua muy mal documentada y conocida solo por una lista de 275 palabras, compilada por John Sibley en 1804. Campbell (1997) considera que se trata de una lengua aislada sobre la base de los escasos datos existentes. Anteriormente se había propuesto una conexión con las lenguas caddoanas (debido a la proximidad geográfico), pero un parentesco filogenético parece improbable. Actualmente el adai es una lengua muerta.